# Parafia Najświętszej Maryi Panny Różańcowej w Kłopotach Stanisławach
Parafia pw. Najświętszej Maryi Panny Różańcowej w Kłopotach-Stanisławach – rzymskokatolicka parafia należąca do dekanatu siemiatyckiego, diecezji drohiczyńskiej, metropolii białostockiej.

## Historia
Parafię w Kłopotach erygował 16 grudnia 1922 bp. Jerzy Matulewicz. W 1923 wzniesiono drewnianą kaplicę. Murowany kościół, który stoi do dziś powstał w latach 1935-1939. Poświęcenia kościoła dokonał ks. Edward Juniewicz. 

## Duszpasterze

### Proboszczowie
Proboszczem parafii jest od 2010 roku ks. Edward Kowalczuk

## Obszar parafii

### Miejscowości i ulice
W granicach parafii znajdują się miejscowości:

- Kłopoty-Bańki,
- Kłopoty-Bujny,
- Kłopoty-Patry,
- Kłopoty Stanisławy,
- Krasewice-Czerepy,
- Krynki-Sobole,
- Kułygi,
- Lachowskie,
- Lachówka,
- Moczydły,
- Wólka Biszewska,
- Zalesie